# 伊賀山正光
伊賀山 正光（いがやま まさみつ、1905年8月25日 - 2001年10月29日）は、日本の映画監督である。本名・旧名伊賀山 正徳（いがやま まさのり）。

## 人物・来歴
1905年（明治38年）8月25日、秋田県秋田市保戸野表鉄砲町 （現在の同市保戸野鉄砲町）に生まれる。
旧制・秋田県立秋田中学校（現在の秋田県立秋田高等学校）を卒業、東京に移り、明治大学に入学する。日本大学法文学部美学科（現在の日本大学藝術学部）に移籍し、在学中の1925年（大正14年）、国際活映巣鴨撮影所が製作した内田吐夢監督の『義血』で助監督を務めている。同作の撮影技師は円谷英二であり、同作は同年2月6日に公開されている。1927年（昭和2年）、同学の卒業と同時に、タカマツ・アズマプロダクション吾嬬撮影所に助監督として入社したが、同社は同年後半に活動を停止しており、翌1928年（昭和3年）には、京都の勝見庸太郎プロダクションに移籍した。1929年（昭和4年）1月10日に公開された勝見庸太郎監督・主演の映画『血の船』で、脚本家としてクレジットされている。
1930年（昭和5年）早々に勝見プロは活動を停止しており、同年、内田吐夢の紹介で日活太秦撮影所に移籍する。日活では、内田のほか村田実、阿部豊、田坂具隆、渡辺邦男らに師事、同年後半から、1934年（昭和9年）に佃血秋オリジナル脚本を得て『野の光』で監督として一本立ちするまで、伊奈精一の専属助監督を務めた。同年、現代劇部の移転にともない、日活多摩川撮影所（現在の角川大映撮影所）に異動する。1942年（昭和17年）1月27日、日活の製作部門が他社と統合されて大日本映画製作（大映）が発足すると、そのまま日活多摩川撮影所、改め「大映東京第二撮影所」に勤務する。1945年（昭和20年）1月、同社を離れ、同年4月には朝日映画社に入社、海軍省恤兵映画製作班員となる。
第二次世界大戦の終戦後、大映東京撮影所に復帰して企画者になり、1947年（昭和22年）2月4日には、伊賀山がプロデュースした西村元男の監督デビュー作『花嫁の正体』が公開される。1949年（昭和24年）2月7日に公開された吉村廉監督の『検事と女看守』に企画者としてクレジットされたのを最後に、今村貞夫率いるラジオ映画に製作部長として迎えられ、自らも『海魔陸を行く』を監督、翌1950年（昭和25年）1月17日、東京映画配給（現在の東映）が配給して同作は公開された。翌1951年（昭和26年）には、篠勝三率いる新映画で、太泉映画のスタジオ（現在の東映東京撮影所）を使用して、折原哲子を主演に『湯の町情話』および『紅涙草』を監督し、いずれも大映が配給して、同年に公開されている。同年に設立された東映に、翌1952年（昭和27年）に監督契約を結び、ひきつづき名を改めた東映東京撮影所で、ひきつづき折原を主役に『母の罪』を監督している。
1957年（昭和32年）1月29日に公開された『若獅子大名』から、それまで本名を名乗っていたのを「伊賀山 正光」と改名する。1963年（昭和38年）6月2日に公開された畠山みどりの主演映画『恋は神代の昔から』を最後に、劇場用映画を離れた。
伊賀山が最初にテレビ映画に取り組んだのは、1962年（昭和37年）3月7日に放映された『特別機動捜査隊』の第20話『罠』であった。以降、1982年（昭和57年）に放映された『文吾捕物帳』（製作三船プロダクション）の第23話まで、テレビ映画一筋の職人監督として働いた。
2001年（平成13年）10月29日、死去した。満96歳没。

## フィルモグラフィ

### 劇場用映画
正徳
- 『義血』 : 監督内田吐夢、製作国際活映巣鴨撮影所、1925年2月6日公開 - 助監督
- 『血の船』 : 監督・主演勝見庸太郎、製作勝見庸太郎プロダクション、1929年1月10日公開 - 脚本
- 『野の光』 : 製作日活太秦撮影所、1934年5月3日公開
- 『美しき吉岡先生』 : 製作日活多摩川撮影所、1934年10月4日公開
- 『恋はバスに乗って』 : 製作日活多摩川撮影所、1934年公開
- 『少年靴屋』 : 製作日活、1935年公開
- 『僕の東京地図』 : 製作日活多摩川撮影所、1936年9月23日公開
- 『花嫁べからず読本』 : 製作日活多摩川撮影所、1936年12月3日公開
- 『ハリキレ日活』 : 製作日活多摩川撮影所、1936年12月31日公開
- 『ジャズ忠臣蔵』 : 製作日活多摩川撮影所、1937年4月15日公開
- 『悦ちゃんの涙』 : 製作日活多摩川撮影所、1937年7月29日公開
- 『報告驀進』 : 製作日活多摩川撮影所、1937年8月12日公開
- 『警官挺身隊』 : 製作日活多摩川撮影所、1937年12月1日公開
- 『敵前渡河噫!友田伍長』 : 製作日活多摩川撮影所、1938年2月17日公開
- 『少年突撃隊』 : 製作日活多摩川撮影所、1938年3月24日公開
- 『悦ちゃん部隊』 : 製作日活多摩川撮影所、1938年5月26日公開
- 『悦ちゃん万才』 : 製作日活多摩川撮影所、1938年7月31日公開
- 『青春の流れ』 : 製作日活多摩川撮影所、1938年10月6日公開
- 『新生活設計図』 : 製作日活多摩川撮影所、1938年11月10日公開
- 『祖国の花嫁』 : 製作日活多摩川撮影所、1938年12月15日公開
- 『遅咲きの花』 : 製作日活多摩川撮影所、1939年2月22日公開
- 『日曜日の戯れ』 : 製作日活多摩川撮影所、1939年4月27日公開
- 『女性の力』 : 製作日活多摩川撮影所、1939年6月15日公開
- 『押切り混線記』 : 製作日活多摩川撮影所、1939年7月20日公開
- 『今日の船出』 : 製作日活多摩川撮影所、1939年12月5日公開
- 『突撃はこれからだ』 : 製作日活多摩川撮影所、1940年2月15日公開
- 『悲曲「母」』 : 製作日活多摩川撮影所、1940年6月27日公開
- 『鉄の愛情』 : 製作日活多摩川撮影所、1940年10月31日公開
- 『妻の友情』 : 製作日活多摩川撮影所、1940年公開
- 『百万円の人生』 : 製作日活多摩川撮影所、1941年1月7日公開
- 『潜水艦1号』 : 製作日活多摩川撮影所、1941年5月23日公開
- 『母なき家の母』 : 製作日活多摩川撮影所、1941年7月24日公開
- 『海の母』 : 製作日活多摩川撮影所、1942年2月7日公開
- 『虹の道』 : 製作大映第二撮影所、1942年5月21日公開
- 『海ゆかば』 : 製作大映第二撮影所、1943年5月27日公開
- 『海の虎』 : 製作大映、1945年2月8日公開
- 『海を呼ぶ声』 : 製作大映、1945年10月25日公開

- 『花嫁の正体』 : 監督西村元男、製作大映東京撮影所、1947年2月4日公開 - 企画
- 『時の貞操 前篇』 : 監督吉村廉、製作大映東京撮影所、1948年6月1日公開 - 企画
- 『時の貞操 後篇』 : 監督吉村廉、製作大映東京撮影所、1948年6月8日公開 - 企画
- 『夜のプラットフォーム』 : 監督田口哲、製作大映東京撮影所、1948年7月26日公開 - 企画
- 『男が血を見た時』 : 監督田中重雄、製作大映東京撮影所、1949年1月11日公開 - 企画
- 『検事と女看守』 : 監督吉村廉、製作大映東京撮影所、1949年2月7日公開 - 企画

- 『海魔陸を行く』 : 製作ラジオ映画、1950年1月17日公開
- 『湯の町情話』 : 製作新映画、1951年8月17日公開
- 『紅涙草』 : 製作新映画、1951年11月23日公開
- 『母の罪』 : 製作東映東京撮影所、1952年8月6日公開
- 『二人の母』 : 製作東映東京撮影所、1952年12月11日公開
- 『母子鳩』 : 製作宝プロダクション、1953年2月5日公開
- 『七番街襲撃』 : 製作東映東京撮影所、1953年3月25日公開
- 『子は誰のもの』 : 製作東映東京撮影所、1953年6月24日公開
- 『母系図』 : 製作東映東京撮影所、1953年12月8日公開
- 『水戸黄門漫遊記 女郎蜘蛛の巻 妖血復讐鬼の巻 破邪義剣の巻』 : 製作東映京都撮影所、1954年2月24日公開
- 『水戸黄門漫遊記 副将軍初上り』 : 製作東映京都撮影所、1954年4月13日公開
- 『母恋人形』 : 製作東映東京撮影所、1954年6月22日公開
- 『続水戸黄門漫遊記 地獄極楽大騒ぎ』 : 製作東映京都撮影所、1954年8月24日公開
- 『継母』 : 製作東映東京撮影所、1954年10月26日公開
- 『水戸黄門漫遊記 闘犬崎の逆襲』 : 製作東映京都撮影所、1954年12月13日公開
- 『大岡政談 血煙り地蔵』 : 製作東映東京撮影所、1955年1月27日公開
- 『大岡政談 黄金夜叉』 : 製作東映東京撮影所、1955年3月6日公開
- 『水戸黄門漫遊記 第五話 火牛坂の悪鬼』 : 製作東映京都撮影所、1955年5月10日公開
- 『母水仙』 : 製作東映東京撮影所、1955年7月20日公開
- 『力闘空手打ち』 : 製作東映東京撮影所、1955年8月29日公開
- 『力闘空手打ち 挑戦鬼』 : 製作東映東京撮影所、1955年9月6日公開
- 『力闘空手打ち 復讐の対決』 : 製作東映東京撮影所、1955年9月13日公開
- 『水戸黄門漫遊記 幽霊城の佝僂男』 : 製作東映京都撮影所、1955年12月12日公開
- 『ほまれの美丈夫』 : 製作東映京都撮影所、1956年2月4日公開
- 『水戸黄門漫遊記 怪力類人猿』 : 製作東映京都撮影所、1956年3月26日公開
- 『大学の石松』 : 製作東映東京撮影所、1956年5月18日公開
- 『水戸黄門漫遊記 怪猫乱舞』 : 製作東映京都撮影所、1956年7月12日公開
- 『水戸黄門漫遊記 人喰い狒々』 : 製作東映京都撮影所、1956年8月15日公開
- 『水戸黄門漫遊記 鳴門の妖鬼』 : 製作東映京都撮影所、1956年9月26日公開
- 『風雲黒潮丸 解決篇 南海の若無者』 : 製作東映京都撮影所、1956年10月17日公開
- 『母孔雀』 : 製作東映東京撮影所、1956年12月5日公開

正光
- 『若獅子大名』 : 製作東映京都撮影所、1957年1月29日公開
- 『若獅子大名 完結篇』 : 製作東映京都撮影所、1957年2月5日公開
- 『さよなら港』 : 製作東映東京撮影所、1957年6月25日公開
- 『船頭姉妹』 : 製作東映東京撮影所、1957年7月2日公開
- 『雪姫七変化』 : 製作東映京都撮影所、1957年7月23日公開
- 『雪姫七変化 完結篇』 : 製作東映京都撮影所、1957年7月30日公開
- 『こけし子守唄 夕やけ鴉』 : 製作東映東京撮影所、1957年8月20日公開
- 『逢いたいなアあの人に』 : 製作東映東京撮影所、1957年10月8日公開
- 『赤穂義士』 : 製作東映京都撮影所、1957年12月8日公開
- 『母つばめ』 : 製作東映東京撮影所、1958年1月29日公開
- 『デン助の陽気な靴みがき』 : 製作東映東京撮影所、1958年6月3日公開
- 『おけさ姉妹』 : 製作東映東京撮影所、1958年7月22日公開
- 『波止場がらす』 : 製作東映東京撮影所、1958年10月8日公開
- 『金獅子紋ゆくところ 黄金蜘蛛』 : 製作東映京都撮影所、1958年12月2日公開
- 『デン助の陽気な拳斗王』 : 製作東映東京撮影所、1958年12月9日公開
- 『金獅子紋ゆくところ 魔境の秘密』 : 製作東映京都撮影所、1958年12月15日公開
- 『幕末美少年録 会津の決死隊』 : 製作東映京都撮影所、1959年1月22日公開
- 『名犬物語 断崖の少年』 : 製作東映東京撮影所、1959年4月8日公開
- 『拳銃を磨く男』 : 製作東映東京撮影所、1959年11月3日公開
- 『拳銃を磨く男 あの女を探せ』 : 製作東映東京撮影所、1959年11月29日公開
- 『危うしGメン 暗黒街の野獣』 : 製作第二東映東京撮影所、1960年3月1日公開
- 『拳銃を磨く男 呪われた顔』 : 製作東映東京撮影所、1960年4月12日公開
- 『拳銃を磨く男 深夜の死角』 : 製作東映東京撮影所、1960年5月17日公開
- 『ボス表へ出ろ』 : 製作第二東映東京撮影所、1960年5月24日公開
- 『にっぽんGメン 摩天楼の狼』 : 製作第二東映東京撮影所、1960年7月20日公開
- 『嵐の中の若者たち』 : 製作第二東映東京撮影所、1960年10月5日公開
- 『赤い影の男』 : 製作東映東京撮影所、1961年2月7日公開
- 『赤い影の男 高速三号線を張れ』 : 製作東映東京撮影所、1961年2月21日公開
- 『飛ばせ特急便 深夜の脱獄者』 : 製作ニュー東映東京撮影所、1961年5月21日公開
- 『飛ばせ特急便 魔の十八号線』 : 製作ニュー東映東京撮影所、1961年6月17日公開
- 『風の野郎と二人づれ』 : 製作ニュー東映東京撮影所、1961年10月7日公開
- 『べらんめえ中乗りさん』 : 製作ニュー東映東京撮影所、1961年10月22日公開
- 『銀座の旅笠』 : 製作ニュー東映京都撮影所、1961年11月22日公開
- 『こまどり姉妹 おけさ渡り鳥』 : 製作東映東京撮影所、1962年9月16日公開
- 『こまどりのりんごっ子姉妹』 : 製作東映東京撮影所、1963年1月30日公開
- 『こまどり姉妹 未練ごころ』 : 製作東映東京撮影所、1963年4月12日公開
- 『恋は神代の昔から』 : 製作東映東京撮影所、1963年6月2日公開

### テレビ映画
- 『特別機動捜査隊』 : 製作 NET / 東映テレビ・プロダクション、1961年10月11日 - 1977年3月30日放映
- 『鉄道公安36号』 : 製作 NET / 東映、1963年6月5日 - 1967年4月2日放映
- 『孤独の賭け』 : 製作 NET / 東映、1963年10月4日 - 1964年3月27日放映
- 『日本剣客伝』 : 製作 NET / 東映、1968年4月3日 - 同年12月25日放映
- 『プレイガール』 : 製作 東京12チャンネル / 東映、1969年4月7日 - 1976年3月29日放映
- 『剣豪』 : 製作  NET / 東映、1970年1月5日 - 同年3月30日放映
- 『非情のライセンス』 : 製作 NET / 東映、1973年4月5日 - 1980年12月4日放映
- 『旗本退屈男』 : 製作 NET / 東映、1973年10月2日 - 1974年3月26日放映
- 『がんばれ!!ロボコン』 : 製作 NET / 東映、1974年10月4日 - 1977年3月25日放映
- 『正義のシンボル コンドールマン』 : 製作 NET / 東映、1975年3月31日 - 同年9月22日放映
- 『伝七捕物帳』 : 製作 国際放映 / テレビ朝日、1979年2月11日 - 同年9月23日放映
- 『文吾捕物帳』 : 製作 テレビ朝日 / 三船プロダクション、1981年10月20日 - 1982年4月13日放映